# Bombylius lassenensis
Bombylius lassenensis är en tvåvingeart som beskrevs av Joseph Hannum Painter 1965. Bombylius lassenensis ingår i släktet Bombylius och familjen svävflugor.
Artens utbredningsområde är Kalifornien. Inga underarter finns listade i Catalogue of Life.